# English Football League Two
La English Football League Two, League Two o Sky Bet Football League 2 (por razones de patrocinio) es la tercera competición futbolística de la Football League, y la cuarta de la Liga inglesa de fútbol (por debajo de la English Football League One).
La Football League Two fue introducida para la temporada 1958-1959.

## La competición
La Football League Two fue fundada en 1958 bajo el nombre de Football League Fourth Division.
Hay 24 equipos en la Football League Two. Durante cada temporada (desde agosto hasta mayo), cada equipo se enfrenta dos veces con el resto, una vez en su estadio y otra en la de sus contrincantes, en un total de 46 partidos por cada equipo. Al final de cada temporada los tres primeros equipos de la clasificación, más el ganador del playoff que se desarrolla entre los equipos que están entre el cuarto y séptimo lugar, ascienden a la English Football League One y son sustituidos por los cuatro peores de la League One.
Así mismo, los dos equipos que finalicen en el fondo de la tabla de posiciones, bajan a la National League, y son reemplazados por el primer equipo de la clasificación, más el ganador del playoff que se desarrolla entre los equipos que están entre el segundo y quinto lugar de esa división.

## Clubes de la temporada 2024-25
| Equipo             | Ciudad                   | Estadio                      | Capacidad |
| ------------------ | ------------------------ | ---------------------------- | --------- |
| Accrington Stanley | Accrington               | Wham Stadium                 | 5,057     |
| Barrow AFC         | Barrow-in-Furness        | Holker Street                | 5,045     |
| Bradford City      | Bradford                 | Valley Parade                | 25,136    |
| Bromley            | Londres (Bromley         | Hayes Lane                   | 6,000     |
| Carlisle United    | Carlisle                 | Brunton Park                 | 18,202    |
| Cheltenham Town    | Cheltenham               | LCI Rail Stadium             | 7,066     |
| Chesterfield       | Chesterfield             | SMH Group Stadium            | 10,504    |
| Colchester United  | Colchester               | Colchester Community Stadium | 10,105    |
| Crewe Alexandra    | Crewe                    | Gresty Road                  | 10,153    |
| Doncaster Rovers   | Doncaster                | Keepmoat Stadium             | 15,231    |
| Fleetwood Town     | Fleetwood                | Highbury Stadium             | 5,327     |
| Gillingham         | Gillingham               | Priestfield Stadium          | 11,582    |
| Grimsby Town       | Cleethorpes              | Blundell Park                | 9,052     |
| Harrogate Town     | Harrogate                | CNG Stadium                  | 3,800     |
| MK Dons            | Milton Keynes            | Stadium MK                   | 30,500    |
| Morecambe          | Morecambe                | Globe Arena                  | 6,476     |
| Newport County     | Newport                  | Rodney Parade                | 7,850     |
| Notts County       | Nottingham               | Meadow Lane                  | 20,229    |
| Port Vale          | Stoke-on-Trent (Burslem) | Vale Park                    | 19,052    |
| Salford City       | Salford                  | Moor Lane                    | 5,108     |
| Swindon Town       | Swindon                  | County Ground                | 15,728    |
| Tranmere Rovers    | Birkenhead               | Prenton Park                 | 16,567    |
| Walsall            | Walsall                  | Bescot Stadium               | 11,300    |
| Wimbledon          | Londres (Wimbledon)      | Plough Lane                  | 9,215     |

## Palmarés
| Temporada           | Campeón             | Subcampeón          | Tercer puesto       | Torneo reducido      |
| Football League Two | Football League Two | Football League Two | Football League Two | Football League Two  |
| ------------------- | ------------------- | ------------------- | ------------------- | -------------------- |
| 2004-05             | Yeovil Town         | Scunthorpe United   | Swansea City        | Southend United      |
| 2005-06             | Carlisle United     | Northampton Town    | Leyton Orient       | Cheltenham Town      |
| 2006-07             | Walsall             | Hartlepool United   | Swindon Town        | Bristol Rovers       |
| 2007-08             | Milton Keynes Dons  | Peterborough United | Hereford United     | Stockport County     |
| 2008-09             | Brentford           | Exeter City         | Wycombe Wanderers   | Gillingham           |
| 2009-10             | Notts County        | Bournemouth         | Rochdale            | Dagenham & Redbridge |
| 2010-11             | Chesterfield        | Bury                | Wycombe Wanderers   | Stevenage            |
| 2011-12             | Swindon Town        | Shrewsbury Town     | Crawley Town        | Crewe Alexandra      |
| 2012-13             | Gillingham          | Rotherham United    | Port Vale           | Bradford City        |
| 2013-14             | Chesterfield        | Scunthorpe United   | Rochdale            | Fleetwood Town       |
| 2014-15             | Burton Albion       | Shrewsbury Town     | Bury                | Southend United      |
| 2015-16             | Northampton Town    | Oxford United       | Bristol Rovers      | Wimbledon            |
| 2016-17             | Portsmouth          | Plymouth Argyle     | Doncaster Rovers    | Blackpool            |
| 2017-18             | Accrington Stanley  | Luton Town          | Wycombe Wanderers   | Coventry City        |
| 2018-19             | Lincoln City        | Bury                | MK Dons             | Tranmere Rovers      |
| 2019-20             | Swindon Town        | Crewe Alexandra     | Plymouth Argyle     | Northampton Town     |
| 2020-21             | Cheltenham Town     | Cambridge United    | Bolton Wanderers    | Morecambe            |
| 2021-22             | Forest Green Rovers | Exeter City         | Bristol Rovers      | Port Vale            |
| 2022-23             | Leyton Orient       | Stevenage           | Northampton Town    | Carlisle United      |
| 2023-24             | Stockport County    | Wrexham             | Mansfield Town      | Crawley Town         |
| 2024-25             | Doncaster Rovers    | Port Vale           | Bradford City       | Wimbledon            |

## Títulos por club
| Club                | Títulos | Subtítulos | Años campeón     |
| ------------------- | ------- | ---------- | ---------------- |
| Chesterfield        | 2       | –          | 2010-11, 2013-14 |
| Swindon Town        | 2       | –          | 2011-12, 2019-20 |
| Northampton Town    | 1       | 1          | 2015-16          |
| Yeovil Town         | 1       | –          | 2004-05          |
| Carlisle United     | 1       | –          | 2005-06          |
| Walsall             | 1       | –          | 2006-07          |
| Milton Keynes Dons  | 1       | –          | 2007-08          |
| Brentford           | 1       | –          | 2008-09          |
| Notts County        | 1       | –          | 2009-10          |
| Gillingham          | 1       | –          | 2012-13          |
| Burton Albion       | 1       | –          | 2014-15          |
| Portsmouth          | 1       | –          | 2016-17          |
| Accrington Stanley  | 1       | –          | 2017-18          |
| Lincoln City        | 1       | –          | 2018-19          |
| Cheltenham Town     | 1       | –          | 2020-21          |
| Forest Green Rovers | 1       | –          | 2021-22          |
| Leyton Orient       | 1       | –          | 2022-23          |
| Stockport County    | 1       | –          | 2023-24          |
| Doncaster Rovers    | 1       | –          | 2024-25          |
| Scunthorpe United   | –       | 2          | -                |
| Shrewsbury Town     | –       | 2          | -                |
| Bury                | –       | 2          | -                |
| Hartlepool United   | –       | 1          | -                |
| Peterborough United | –       | 1          | -                |
| Exeter City         | –       | 1          | -                |
| Bournemouth         | –       | 1          | -                |
| Rotherham United    | –       | 1          | -                |
| Oxford United       | –       | 1          | -                |
| Plymouth Argyle     | –       | 1          | -                |
| Luton Town          | –       | 1          | -                |
| Crewe Alexandra     | –       | 1          | -                |
| Cambridge United    | –       | 1          | -                |
| Exeter City         | –       | 1          | -                |
| Stevenage           | –       | 1          | -                |
| Wrexham             | –       | 1          | -                |
| Port Vale           | –       | 1          | -                |

## Máximos goleadores
| Temporada | Máximo goleador    | Club                        | Goles |
| --------- | ------------------ | --------------------------- | ----- |
| 2004–05   | Phil Jevons        | Yeovil Town                 | 27    |
| 2005–06   | Rickie Lambert     | Rochdale                    | 22    |
| 2005–06   | Karl Hawley        | Carlisle United             | 22    |
| 2006–07   | Izale McLeod       | Milton Keynes Dons          | 21    |
| 2006–07   | Richard Barker     | Hartlepool United           | 21    |
| 2007–08   | Aaron McLean       | Peterborough United         | 29    |
| 2008–09   | Simeon Jackson     | Gillingham                  | 20    |
| 2008–09   | Grant Holt         | Shrewsbury Town             | 20    |
| 2008–09   | Jack Lester        | Chesterfield                | 20    |
| 2009–10   | Lee Hughes         | Notts County                | 30    |
| 2010–11   | Clayton Donaldson  | Crewe Alexandra             | 28    |
| 2011–12   | Adebayo Akinfenwa  | Northampton Town            | 18    |
| 2011–12   | Lewis Grabban      | Rotherham United            | 18    |
| 2011–12   | Izale Mcleod       | Barnet                      | 18    |
| 2011–12   | Jack Midson        | Wimbledon                   | 18    |
| 2012–13   | Tom Pope           | Port Vale                   | 31    |
| 2013–14   | Sam Winnall        | Scunthorpe United           | 23    |
| 2014–15   | Matthew Tubbs      | Portsmouth                  | 21    |
| 2015–16   | Matt Taylor        | Bristol Rovers              | 27    |
| 2016–17   | John Marquis       | Doncaster Rovers            | 26    |
| 2017-18   | Marc McNulty       | Coventry City               | 25    |
| 2017-18   | Billy Kee          | Accrington Stanley          | 25    |
| 2018-19   | James Norwood      | Tranmere Rovers             | 29    |
| 2019-20   | Eoin Doyle         | Bradford City / Swidon Town | 25    |
| 2020-21   | Paul Mullin        | Cambridge United            | 32    |
| 2021-22   | Dom Telford        | Newport County              | 25    |
| 2022-23   | Andy Cook          | Bradford City               | 28    |
| 2023-24   | Macaulay Langstaff | Notts County                | 28    |
| 2024-25   | Michael Cheek      | Bromley                     | 23    |